# Mark 45 ASTOR

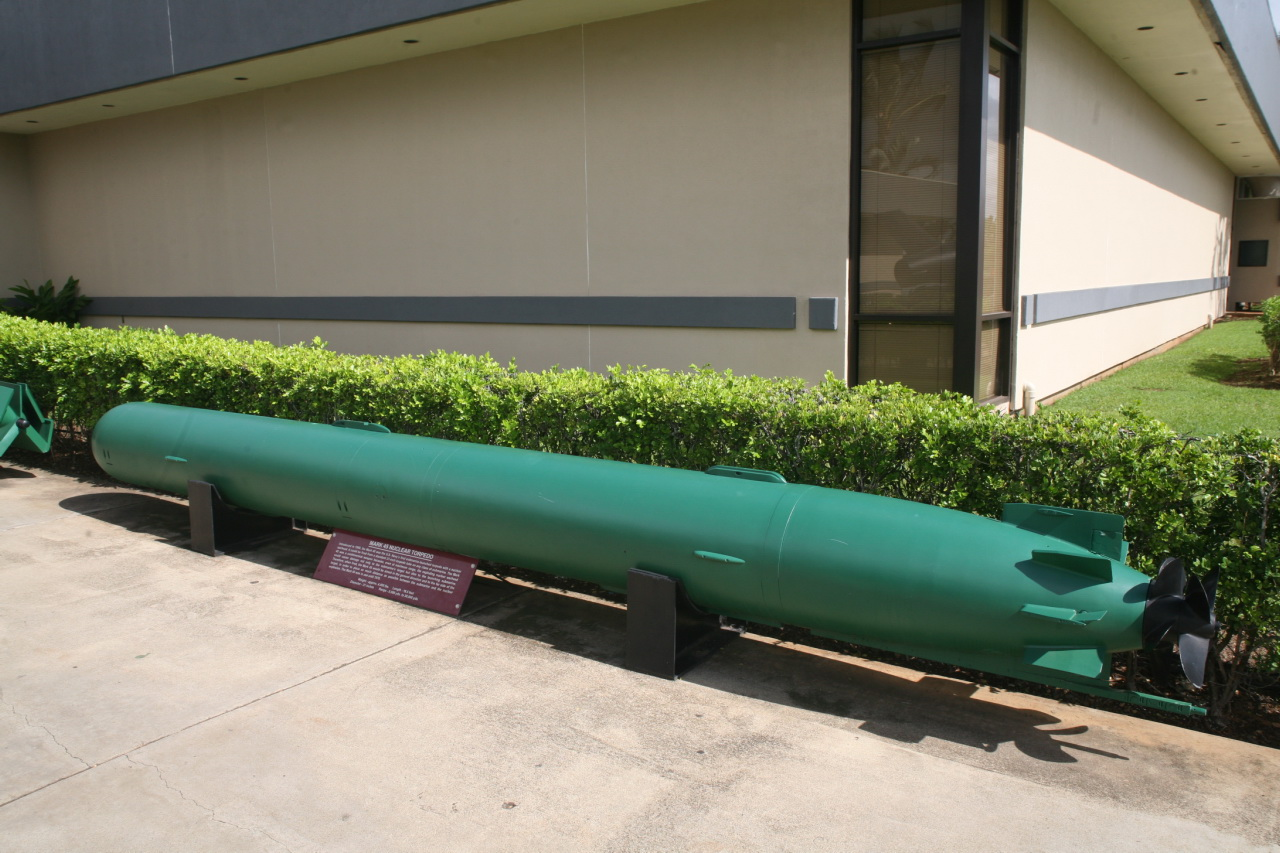
Une torpille Mark 45 ASTOR.

Le Mark 45 ASTOR (anti-submarine torpedo) fut une torpille nucléaire de l’US Navy conçue pour être tirée dans l'eau contre des sous-marins se déplaçant à haute vitesse et en grande profondeur. Mue par un moteur électrique, elle avait un diamètre de 48 cm, une longueur de 5,76 m et pesait 1 100 kg,. La torpille pouvait se diriger en ligne droite vers une cible en surface ou être filoguidée vers un sous-marin. Elle avait une portée 5 à 8 miles. Elle transportait une ogive nucléaire W34. Son développement fut complété en 1960 et elle fut mise en service en 1963.
La détonation de l'ogive nucléaire était commandée à distance, ce qui imposait qu'elle soit filoguidée. Pour cette raison, elle possédait un système de guidage primitif. 
En 1976, la torpille Mark 48 étant fiable, la Mark 45 qui est la seule torpille américaine avec une ogive nucléaire tactique fut retirée du service. Elle fut reconditionnée avec une ogive conventionnelle et un système de guidage perfectionné. Ce modèle fut vendu à des marines militaires étrangères sous le nom Mark 45 Mod 1 Freedom Torpedo.